# Sea Launch

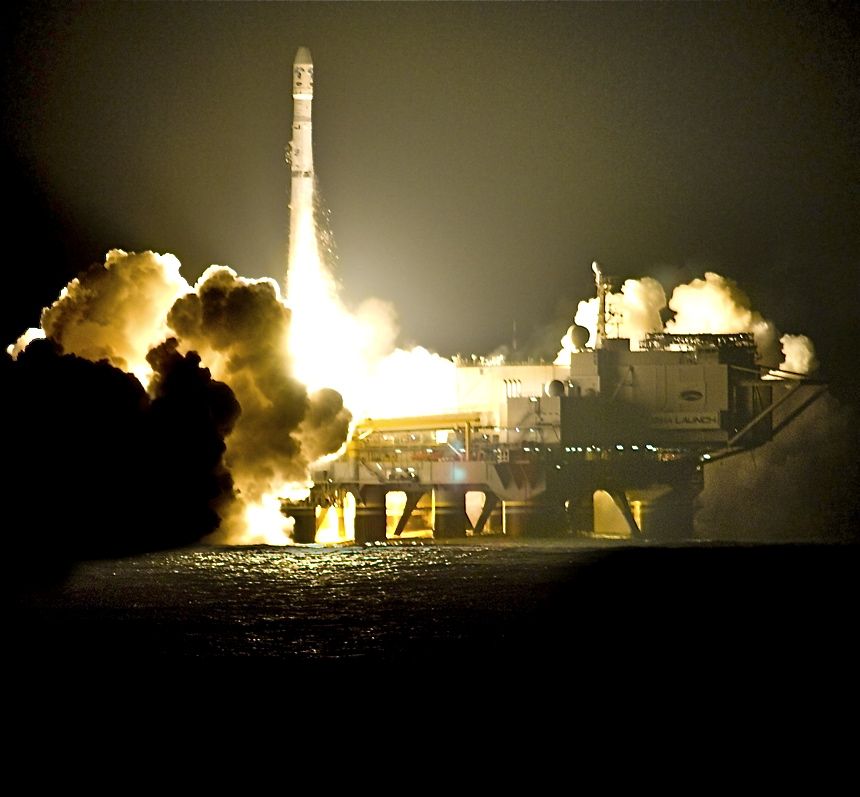
Llançament del coet Zenit-3SL des de la plataforma de Sea Launch Ocean Odyssey

Sea Launch és una empresa de llançament de naus espacials multinacional que va utilitzar una plataforma de llançament marítima mòbil pels llançaments de càrregues útils comercials des de l'equador en coets especialitzats Zenit-3SL en 2013.
L'any 2013, s'havia muntat i posat en marxa trenta-un coets, amb tres errors i una fallada parcial.
Totes les càrregues comercials han estat satèl·lits de comunicacions destinats a l'òrbita de transferència geoestacionària amb clients com ara EchoStar, DirecTV, XM Satellite Radio, PanAmSat, i Thuraya.
El llançador i la seva càrrega es munten en un vaixell especialment dissenyat anomenat Sea Launch Commander a Long Beach, Califòrnia, EUA. A continuació, es col·loca a la part superior de la plataforma mòbil Ocean Odyssey i es trasllada a la zona equatorial de l'oceà Pacífic per al llançament, amb el Sea Launch Commander que serveix com a centre de comandament.
El sistema de llançament basat en el mar significa que els coets poden ser llançats des de la posició òptima en la superfície de la Terra, el que augmenta considerablement la capacitat de càrrega útil i reduint els costos de llançament en comparació amb els sistemes terrestres.
Sea Launch va aparcar seus vaixells i posar en pausa les operacions a llarg termini en 2014, arran de la intervenció militar russa a Ucraïna. El 2015, els debats sobre la disposició dels actius de la companyia estan en marxa, i els socis de Sea Launch es troben en un cas que va administrat per les despeses pendents de pagament que Boeing afirma que s'ha incorregut.
Al setembre de 2016, l'empresa va ser adquirida per l'aerolínia russa S7.